# Cleusa Yoshiko Nagamachi
Cleusa Yoshiko Nagamachi Graduada em Biomedicina pela Universidade de São Paulo, mestre em Biológicas (Genética) na mesma instituição e doutora em Genética e Biologia molecular pela Universidade Federal do Rio Grande do Sul. Fez Pós-doutorado pela Universidade de Cambridge sob supervisão do Dr. Malcolm Ferguson-Smith.
Atualmente, é professora titular no Instituto de Ciências Biológicas da Universidade Federal do Pará (UFPA), onde coordena pesquisas no Laboratório de Citogenética do Centro de Estudos Avançados da Biodiversidade (CEABio). Também participa do Programa de Pós-Graduação em Biodiversidade e Biotecnologia da Rede Bionorte, contribuindo para a formação acadêmica e o desenvolvimento científico da Região Norte do Brasil.
Sua linha de pesquisa abrange genética animal, citogenética, mapeamento genômico comparativo, pintura cromossômica (na qual foi pioneira no Brasil,), mutagênese, cultura celular e biodiversidade, com foco especial na fauna amazônica. Seus estudos trouxeram importantes avanços na compreensão da evolução cromossômica em diversos grupos de espécies, fornecendo informações para estratégias de conservação e manejo da biodiversidade local  .
Além de sua produção científica, composta por diversos artigos científicos em periódicos nacionais e internacionais, Nagamachi é reconhecida por sua atuação na formação de recursos humanos, orientando estudantes de graduação, mestrado e doutorado. Sua carreira é marcada pela articulação entre pesquisa, ensino e extensão universitária, fortalecendo o desenvolvimento científico e tecnológico da região amazônica,.
Participa também de eventos científicos, congressos e comitês avaliadores, colaborando com instituições nacionais e internacionais em projetos de pesquisa colaborativa. É membro ativo da comunidade científica voltada à genética e à conservação da biodiversidade brasileira. E publicou mais de 100 artigos em periódicos internacionais, contabilizando mais de 2000 citações  .